# Brotherhood (album The Chemical Brothers)
Brotherhood – trzeci kompilacyjny album brytyjskiego zespołu The Chemical Brothers.
Data wydania 1 września 2008.  Album zawiera 2 płyty, pierwsza to kompilacja utworów znanych z poprzednich albumów oraz nowy kawałek Keep My Composure oraz Midnight Madness, natomiast druga płyta zawiera Electronic Battle Weapons od 1 do 10. EBW wydawane były dotychczas tylko na płytach winylowych.

## Lista utworów
CD 1
1. Galvanize (featuring Q-Tip) (Radio Edit) (from Push the Button) – 4:29
2. Hey Boy Hey Girl (from Surrender) – 4:49
3. Block Rockin' Beats (from Dig Your Own Hole) – 5:00
4. Do It Again (Edit) (from We Are the Night) – 3:41
5. Believe (Edit) (from Push the Button) – 6:07
6. Star Guitar (from Come with Us) – 6:10
7. Let Forever Be (featuring Noel Gallagher) (from Surrender) – 3:56
8. Leave Home (from Exit Planet Dust) – 5:07
9. Keep My Composure (featuring Spank Rock) – 5:43
10. Saturate (from We Are the Night) – 4:49
11. Out of Control (from Surrender) – 7:21
12. Midnight Madness – 3:35
13. The Golden Path (featuring The Flaming Lips) (from Singles 93-03) – 4:47
14. Setting Sun (featuring Noel Gallagher) (Radio Edit) (from Dig Your Own Hole) – 4:00
15. Chemical Beats (from Exit Planet Dust) – 4:02

Bonus
1. All Rights Reversed (featuring Klaxons) (Fight The Drabs Mix) – 7:26

CD 2
1. Electronic Battle Weapon 1 (version of It Doesn't Matter from Dig Your Own Hole) – 6:36
2. Electronic Battle Weapon 2 (version of Don't Stop the Rock from Dig Your Own Hole) – 7:12
3. Electronic Battle Weapon 3 (remix of Under the Influence from Surrender) – 5:02
4. Electronic Battle Weapon 4 (Freak of the Week, from the single Music: Response) – 6:05
5. Electronic Battle Weapon 5 (version of It Began in Afrika from Come with Us) – 9:47
6. Electronic Battle Weapon 6 (remix of Hoops from Come with Us) – 8:59
7. Electronic Battle Weapon 7 (Acid Children from the single Galvanize) – 7:24
8. Electronic Battle Weapon 8 (version of Saturate from We Are the Night) – 6:15
9. Electronic Battle Weapon 9 – 6:47
10. Electronic Battle Weapon 10 (version of Midnight Madness) – 8:17

## Pozycje na listach
| Lista | Kraj   | Pozycja |
| ----- | ------ | ------- |
| OLiS  | Polska | 37      |